# 日清戦争凱旋碑
座標: 北緯34度22分23.60秒 東経132度27分50.23秒 / 北緯34.3732222度 東経132.4639528度
日清戦争凱旋碑（にっしんせんそうがいせんひ）は、広島県広島市南区皆実町にある、日清戦争勝利を記念して建てられた碑。なお、現在の正式名称は平和塔であるが、本表題では便宜上、旧称を用いる。「鷹の記念碑」とも。

## 概要
1896年（明治29年）竣工、全高16メートルで、頂部に金属製のトビ（金鵄（きんし）の像が飾られている。側面にモルタルを額縁状に整形し「平和塔」と刻んである。
皆実および宇品を縦断し広島電鉄宇品線が通る現在のメインロードである宇品通り（国道487号）の一本西側の道である「宇品御幸通り」（市道南4区557号線）沿いの、「皆実町緑地」と呼ばれる小さな公園内にあり、広島南警察署皆実交番の南側および皆実西部集会所の東側にある。公園の交差点側に「東松原停車場通」と刻んだ石の旧道標が立つ。
少し南へ行くと千田廟公園がある。

## 歴史
御幸通りは、1885年（明治18年）明治天皇が広島に行幸した際に、広島からの出発地点となった宇品港（現広島港）へ向かう通り道となったことから、御幸橋とともにその名がついた。当時はこの通りが宇品のメインロードであり、終点である南端には御幸松が植えられた。
1888年（明治21年）広島を拠点に第5師団発足。1894年（明治27年）日清戦争が勃発すると、第5師団は第3師団とともに第1軍として先鋒となり、宇品港は兵站基地となり、御幸通りを多くの兵士が通って戦地へと向かった。
1895年（明治28年）日清戦争に勝利すると、全国各地にそれを祝って戦争記念施設である記念碑・凱旋門・凱旋碑・忠魂碑が造られた。広島でも第5師団帰還を盛大に祝っており、御幸通りに仮設ではあるが凱旋門が作られ、西練兵場（現中区基町の広島城南側、旧広島市民球場から広島県庁舎一帯）の片隅には砲弾形状の全高約20メートル規模の「日清戦勝記念碑」が造られた。この凱旋碑もこの時に造られ、費用は中国5県から集まった義援金を充てた。
1896年（明治29年）軍・官・民の寄付により「日清戦争凱旋碑」が竣工された。名称は「出雲石見隠岐備中備後安芸周防長門八カ国連合凱旋碑」とする資料もある。建築費4,988円72銭4厘。この地が選ばれた理由は、ここが御幸通りを左折し御幸橋を渡り広島大本営や第5師団司令部のある市中心部へ続く北西方面への道と、御幸通りを直進し明治天皇にゆかりのある比治山から東京を起点とする鉄道網の西端（当時）であった広島駅へと続く北方向への道の分岐点にあたり、建物はなく見通しの利く場所だったからである。また、このころは比治山通りと御幸通りの分岐点でもあった。
太平洋戦争中、金属類回収令により市内の公共施設の金属部品が次々と外されたものの、碑の頂部の金属像は保たれた。
1945年（昭和20年）広島市への原子爆弾投下により被爆。ここは爆心地からの距離約2.5キロメートルに位置しながら、倒壊はしなかった。ちなみに、西練兵場の記念碑は爆心に近かったこともあり全壊している。
1947年（昭和22年）進駐軍からの糾弾を恐れ、「凱旋碑」と書かれていた部分をセメントで塗りつぶし「平和塔」に刻み変えられた。銘板の変更がなぜ、誰によって行われたかは不明。

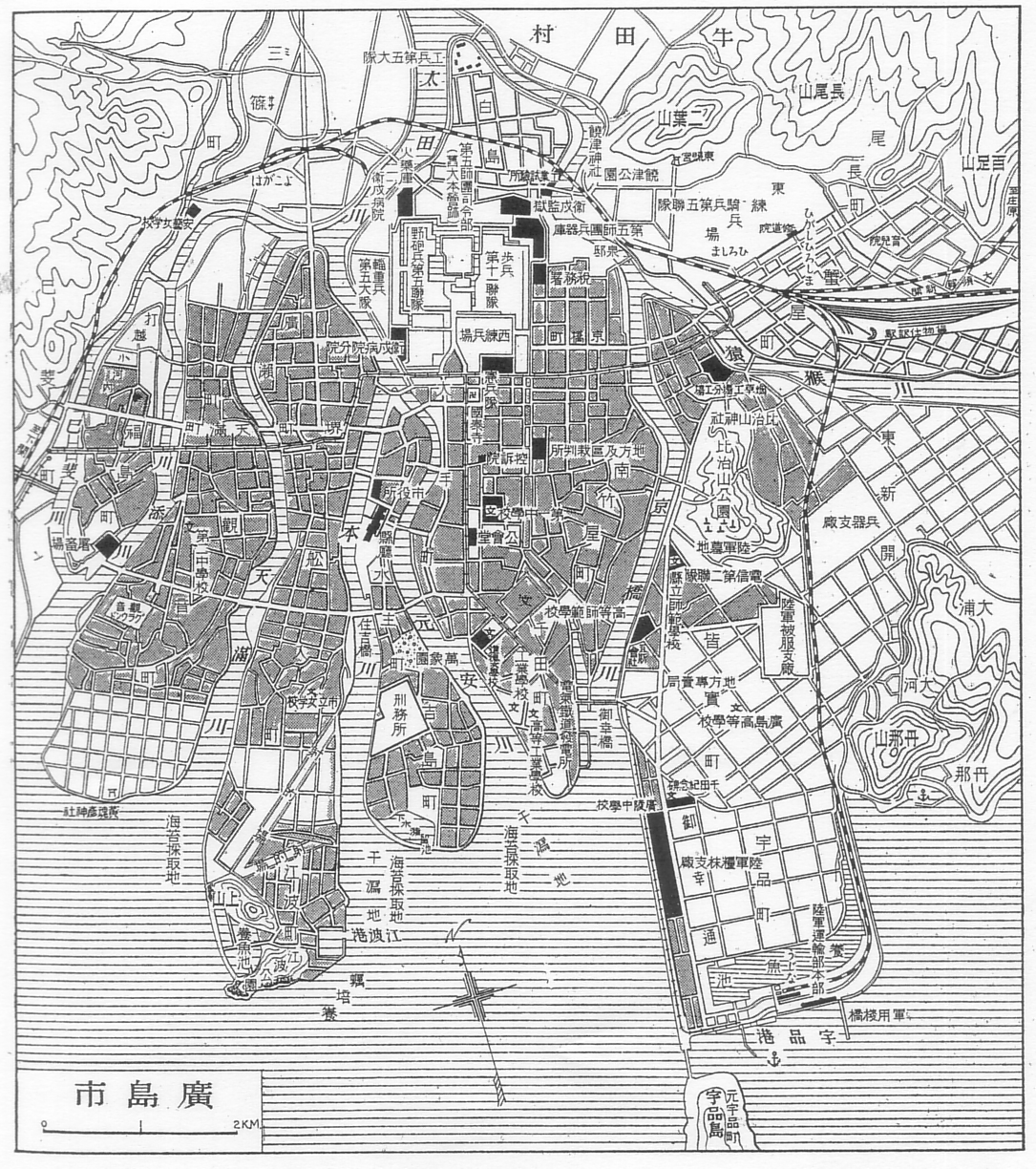
1930年（昭和5年）ごろの広島市地図。右下が宇品で御幸通および御幸橋が確認できる。凱旋碑が建てられた場所は、御幸橋東詰から伸びる2つの道路と御幸通で作られる三角形の下頂点付近。
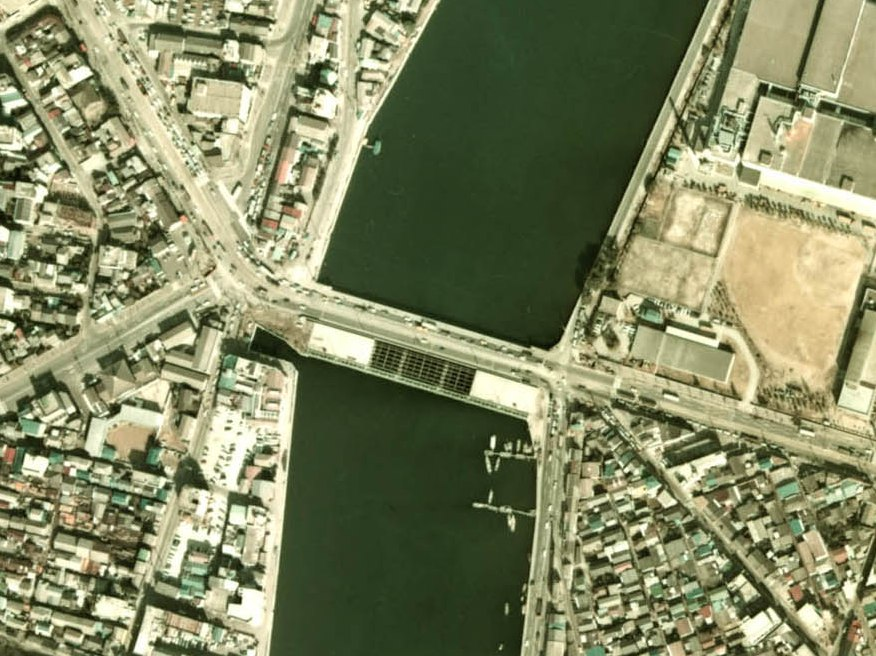
1974年の御幸橋。国土交通省 国土地理院 地図・空中写真閲覧サービスの空中写真を基に作成。右下に皆実町緑地が見える。

## 交通
- 広島電鉄宇品線
  - 皆実町六丁目停留場下車、徒歩約3分
  - 広大附属学校前停留場下車、徒歩約3分